# 卡尔-海因茨·拉德申斯基
卡尔-海因茨·拉德申斯基（德語：Karl-Heinz Radschinsky，1953年7月23日—），德国男子举重运动员。他曾代表西德参加1984年夏季奥林匹克运动会举重比赛，获得男子75公斤级金牌。